# مل هاپفلد
مل هاپفلد (انگلیسی: Mel Hupfeld؛ زادهٔ ۷ مارس ۱۹۶۲) یک افسر ارشد بازنشسته نیروی هوایی سلطنتی استرالیا است. او از سال ۲۰۱۲ تا ۲۰۱۴ به عنوان فرمانده هوایی استرالیا خدمت کرد و پیش از آنکه به عنوان رئیس طراحی نیرو در معاونت رئیس گروه نیروی دفاعی (۲۰۱۶-۲۰۱۸) منصوب شود، موقتاً به عنوان رئیس و آخرین رئیس گروه توسعه قابلیت‌ها (۲۰۱۵-۲۰۱۶) خدمت کرد. او در ماه مه ۲۰۱۸ به درجه مارشال هوایی ارتقا یافت و رئیس عملیات مشترک شد و در ژوئیه ۲۰۱۹ جانشین مارشال هوایی لئو دیویس به عنوان فرمانده نیروی هوایی شد.